# Microlophus pacificus
Espèce
Synonymes
- Tropidurus pacificus Steindachner, 1876
- Tropidurus abingdonensis Baur, 1890
- Tropidurus lemniscatus Cope, 1889

Statut de conservation UICN

 LC  : Préoccupation mineure
Microlophus pacificus est une espèce de sauriens de la famille des Tropiduridae.

## Répartition

Répartition

Cette espèce est endémique de l'île Pinta aux îles Galápagos en Équateur.

## Publication originale
- Steindachner, 1876 : Die Schlangen und Eidechsen der Galapagos-Inseln. Festschrift herausgegeben von der K.K. Zoologisch-Botanischen Gesellschaft in Wien, vol. 1876, p. 303-329.